# Milford Track

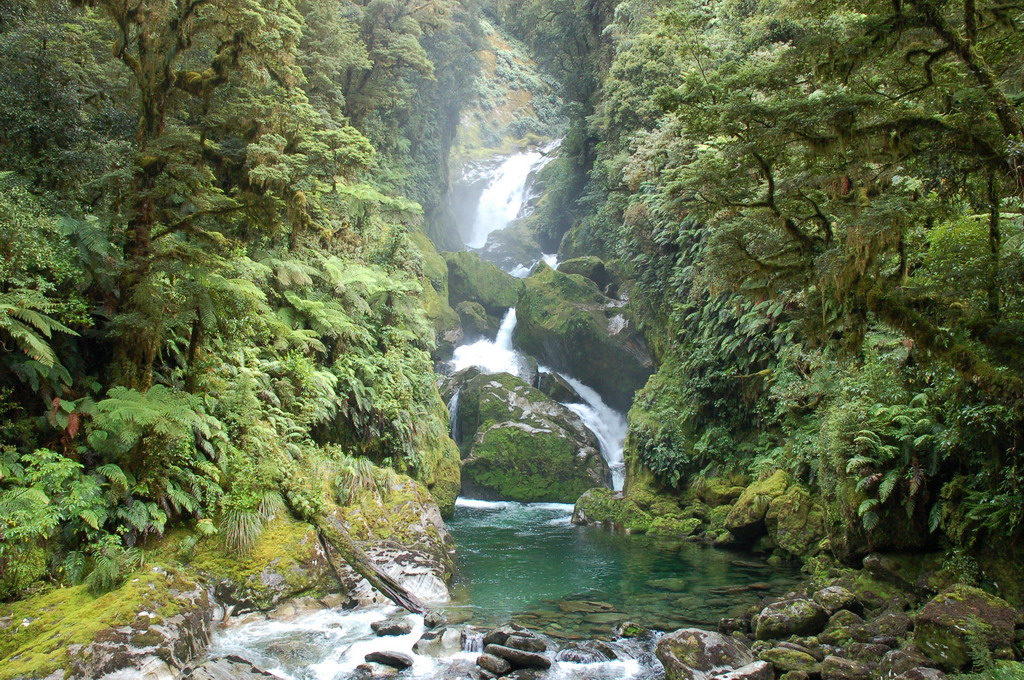
Milford wandelroute onderweg

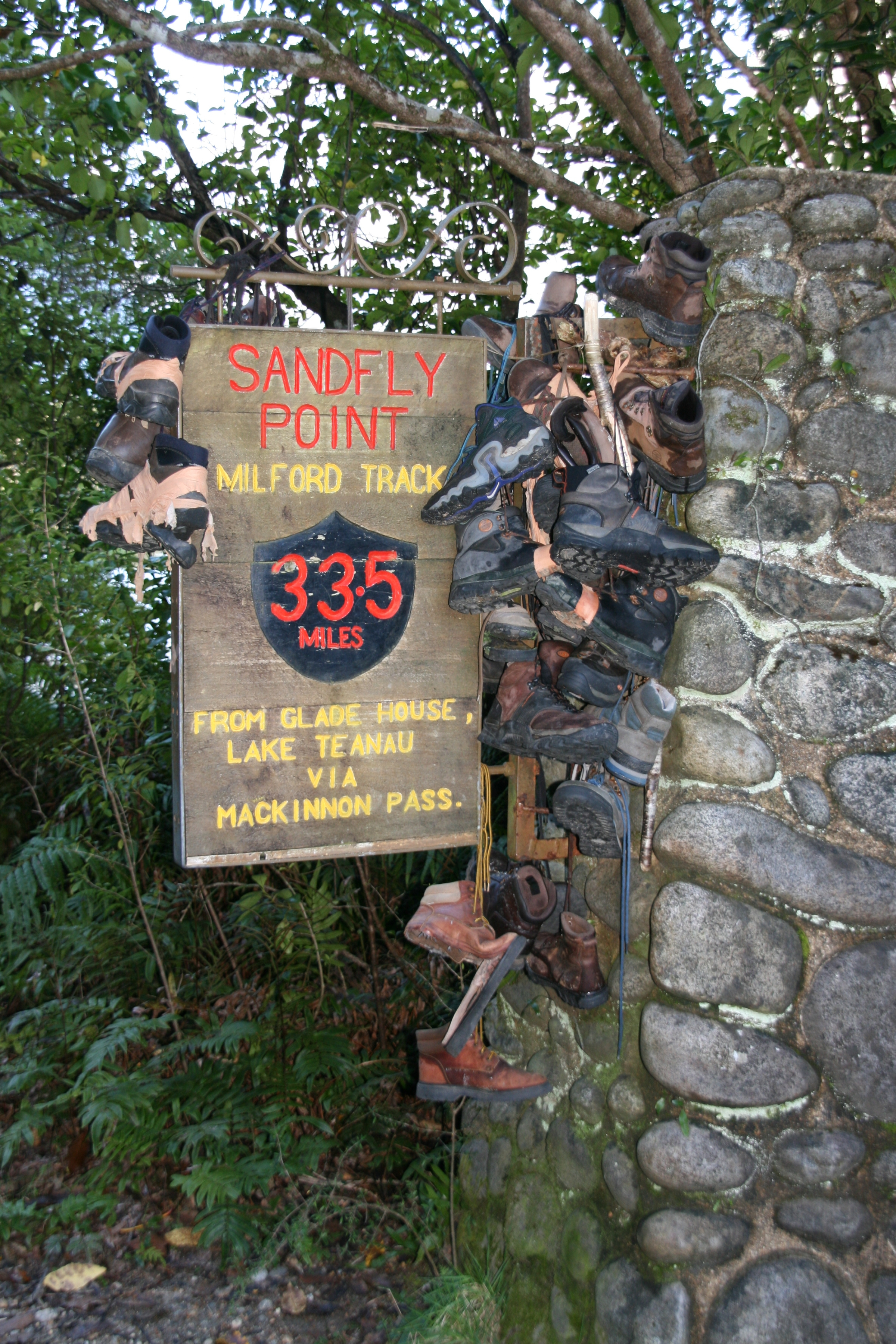
Einde van de Milford Track: achtergebleven wandelschoenen...

De Milford Track is een wandelroute met een totale lengte van 53,5 km, gelegen in het Nationaal park Fiordland in het zuidwesten van het Zuidereiland van Nieuw-Zeeland. Het is een van de negen wandelingen die door de regering is uitgeroepen tot 'Great Walk'. De wandeling begint met een boottocht van Te Anau Downs naar Glade Wharf. Het eindpunt is Sandfly Point, vanwaar de boot je naar de Milford Sound brengt.
Het is een van de populairste (en duurste) wandelingen van Nieuw-Zeeland met ongeveer 14000 wandelaars per jaar. Het aantal individuele wandelaars tijdens het zomerseizoen is beperkt tot 40 per dag en reserveren is noodzakelijk. De wandeling mag dan enkel gelopen worden van Glade Wharf naar Sandfly Point in vier dagen/drie nachten. Er wordt overnacht in de Clinton-hut, de Mintaro-hut en de Dumpling-hut. De hutten zijn enkel uitgerust met een basiscomfort, zijnde stapelbedden met matras, gaskookstel en koud stromend water.
Daarnaast is er ook de mogelijkheid om een georganiseerde wandeling te doen met een gids, het wandelschema is dan iets anders. Er wordt ook in luxere hutten overnacht. In deze hutten zijn warme douches en is een gelegenheid tot het wassen/drogen van kleren.
De wandeling (voor de individuele wandelaar) bestaat uit 4 stukken:
- Dag 1: Glade Wharf tot Clinton-hut: 7 km (2,5 uurswandeling)
- Dag 2: Clinton-hut tot Mintaro-hut: 13 km (4 uurswandeling)
- Dag 3: Mintaro-hut via MacKinnon Pass tot Dumpling-hut: 13 km (6 uurswandeling)
- Dag 4: Dumpling-hut tot Sandfly Point: 18 km (6 uurswandeling)

Ook is er de mogelijkheid de wandeling buiten de zomer te lopen. De wandeling kan dan in beide richtingen worden gelopen en het aantal dagen ligt niet vast.
In beide seizoenen moet rekening worden gehouden met de soms zware regenval (plaatselijk soms meer dan 9 meter per jaar). De neerslag kan delen van de track onbegaanbaar maken.

## Bezienswaardigheden onderweg
- Sutherland Falls, door de Maori "Te Tautea" (De witte draad) genoemd. Dit is de derde hoogste waterval ter wereld met een hoogte van 580 meter. Om deze waterval te bekijken moet men op de 3de dag een extra wandeling maken van 90 minuten (heen en terug).
- De kea, een beschermde bergpapagaai die niet schuw is van mensen en die met zijn scherpe bek het materiaal van de onoplettende wandelaar in stukken scheurt op zoek naar voedsel.
- De sandfly, een klein vliegje dat steekt om bloed te zuigen. Komt voor in heel Nieuw-Zeeland maar is berucht op de Milford Track.
- MacKinnon Pass, het hoogste punt van de Milford Track.